# Tavenor

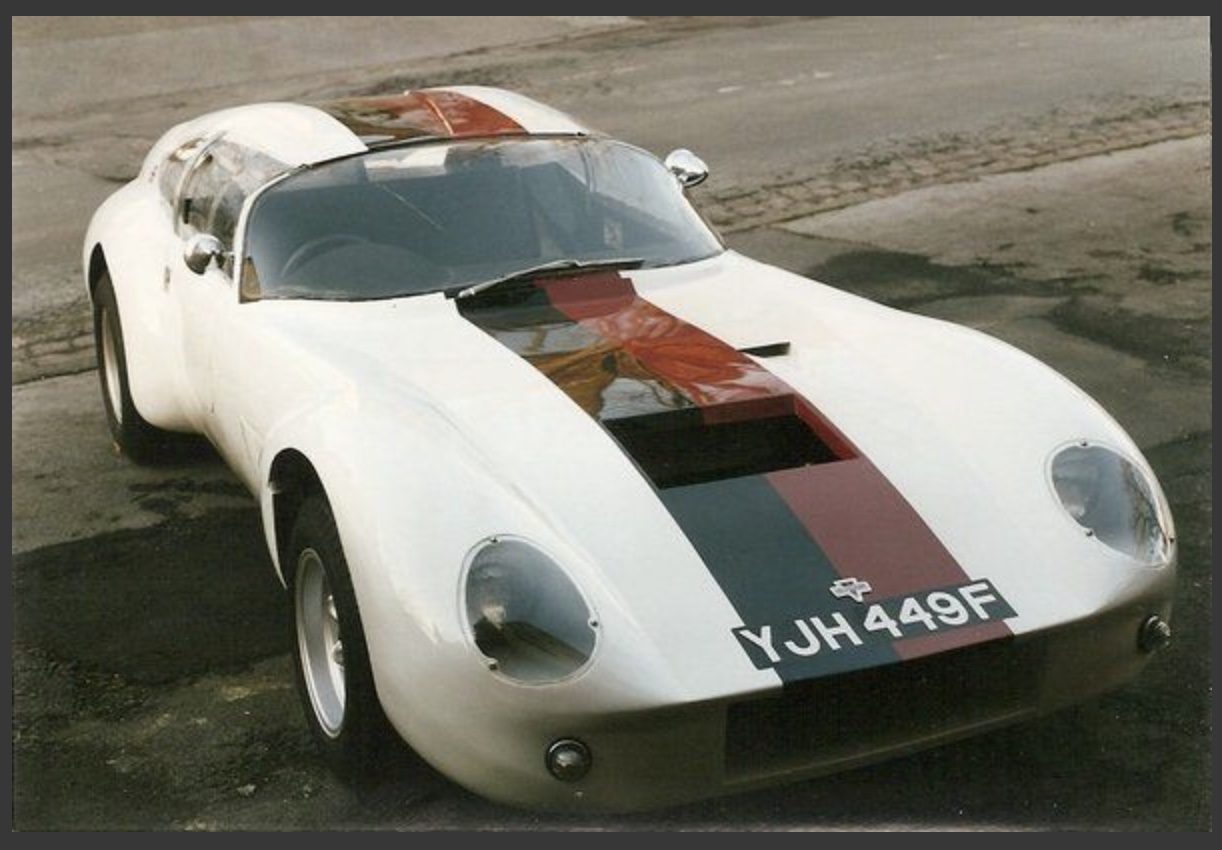
Tavenor

Der Tavenor war ein Sportwagen-Prototyp aus dem Jahre 1968.

## Das Fahrzeug
Der Tavenor, den der englische Rennfahrer Raymond Tavenor Nash 1966 konstruierte, 1967 baute und nachfolgend einsetzte, war ein sehr flacher Rennsportwagen. Das Fahrzeug hatte das teilweise modifizierte Sperrholzchassis eines zuvor verunfallten Marcos Fastback, eines jener Werksrennwagen der Marcos Ltd, die 1963 beim 500-km-Rennen am Nürburgring gegen die Werkswagen von Abarth antraten. Beim 1000-km-Rennen auf dem Nürburgring 1968 sowie beim 500-km-Rennen im gleichen Jahr erzielte der Tavenor allerdings keine Erfolge, sodass der Wagen ab 1969 nicht mehr im Automobilsport eingesetzt wurde.

## Besonderheiten
In Anlehnung an die Konstruktionsprinzipien von Frank Costin wurde weitgehend auf die Verwendung von Sperrholz zurückgegriffen, in diesem Falle so radikal, dass sogar der Überrollkäfig aus diesem Material in die Karosserie integriert wurde, eine Konstruktion, die bei den zunächst irritierten technischen Kommissaren schließlich genügend Akzeptanz fand, als es um die  Zulassung des Rennwagens zu Läufen der 1968er Sportwagen-Weltmeisterschaft ging.
Schwachstellen waren die metallischen Komponenten der Hinterachsführung (mit innenliegenden Scheibenbremsen), die weitgehend in das Sperrholzmonocoque einlaminiert wurde. Für den Einsatz bei der Endurance-Weltmeisterschaft wurden nachträglich drei Benzintanks eingebaut, zwei davon lagen direkt unter den beiden Sitzen.

## Renngeschichte
Nach Einsätzen in der englischen Club-Meisterschaft 1967  mit einigen ermutigenden Resultaten wurde das Fahrzeug Anfang 1968 für den Einsatz auf internationalem Parkett reglementsgemäß aufgerüstet, dazu zählte auch die Nachrüstung eines Hardtops  Mitte der Saison, wodurch die ursprüngliche Spyder-Version in ein Coupe mutierte.
Allerdings zeigte sich, dass die Motor-Getriebe-Technik ebenso wie die fragilen Hilfsrahmen der komplexen Einzelradaufhängung den Belastungen eines Langstreckenrennens nicht gewachsen waren.